# Helen West Heller
Helen West Heller, geb. Helen S. Barnhart (* 9. Oktober 1872 in Rushville, Illinois, Vereinigte Staaten; † 19. November 1955 in New York City, Vereinigte Staaten) war eine amerikanische Malerin, Grafikerin, Dichterin, Illustratorin und Aktivistin.

## Leben
Helen S. Barnhart wurde als ältestes von vier Kindern auf einer Farm in der Nähe von Rushville in Illinois geboren. Sie zeigte schon früh eine künstlerische Begabung und wuchs in einer naturverbundenen Umgebung auf. Nach der Schulzeit zog sie im Jahr 1892 nach Chicago, wo sie sich als Künstlermodell sowie durch andere Gelegenheitsarbeiten über Wasser hielt und sich das Malen autodidaktisch beibrachte. Zeitweise studierte sie an der St. Louis School of Fine Arts und später an der Art Students League of New York. Im Jahr 1901 heiratete sie Herbert Warren West, von dem sie sich jedoch später trennte. Nach der Begegnung mit Roger Paul Heller im Jahr 1912 heiratete sie ihn 1914 und lebte einige Jahre mit ihm auf der Farm der Familie Barnhart in Rushville. 1921 kehrte Helen West Heller allein nach Chicago zurück, entschlossen, ihren künstlerischen Weg zu gehen.
Da ihre Arbeiten von den Institutionen in Chicago nicht für Ausstellungen ausgewählt wurden, wurde sie Mitbegründerin der No-Jury Society of Artists, die 1922 erstmals ausstellte. 1923 wandte sie sich der Herstellung von Holzschnitten zu, da sie sich die teureren Materialien nicht leisten konnte. 1932 zog sie nach New York, wo sie Werke für das Works-Progress-Administration-Programm (WPA) schuf. Nach ihrer aktiven Teilnahme an Künstlerprotesten gegen Kürzungen des WPA wurde sie 1936 bei einer Demonstration von der Polizei niedergeschlagen und verhaftet. Sie blieb zeitlebens überwiegend unabhängig, wurde 1948 zur Associate der National Academy of Design ernannt und erhielt mehrere Auszeichnungen für ihre Druckgrafiken. Im November 1955 starb sie vereinsamt und nahezu vergessen in New York City.

## Werk
Helen West Heller schuf ein umfangreiches Werk, das Malerei, Holz- und Linolschnitte sowie Lyrik und Buchillustrationen umfasst. Ihr künstlerischer Stil ist geprägt von expressiven und formstarken Holzschnitten, die von Motiven aus der Natur, der Landwirtschaft und der Arbeit inspiriert sind. Heller gilt als Pionierin des US-amerikanischen Modernismus. In ihren Werken thematisierte sie die soziale Realität sowie die Würde der arbeitenden Menschen. Ihre Arbeiten zeichnen sich durch eine experimentelle, subjektive Bildsprache aus, die sich keiner Schule zuordnen lässt. Sie gestaltete triptychonartige Druckgrafiken zu Themen wie amerikanische Landwirtschaft und Baseball und prägte eine kraftvolle, bewegte grafische Linie.
Ihr 1928 erschienenes Buch The Migratory Urge, in dem Text und Bild jeweils vom selben Holzblock gedruckt wurden, gilt als bahnbrechend. Zahlreiche ihrer Holzschnitte erschienen in Zeitungen und Zeitschriften wie der Chicago Evening Post und der New York Times. Sie illustrierte mehrere Gedichtbände anderer Autoren und publizierte eigene Gedichte unter dem Pseudonym Tanka.
Heller war Mitbegründerin der Chicago No-Jury Society und engagierte sich in den 1930er Jahren politisch für linke Künstlerorganisationen wie Artists Against War and Fascism. Ihre Werke befinden sich heute unter anderem im Metropolitan Museum of Art, im Smithsonian American Art Museum, in der National Gallery of Art, im Brooklyn Museum, in der Library of Congress sowie im Indianapolis Museum of Art.